# Dokan-distriktet
Dokan-distriktet är ett distrikt i Irak. Det ligger i provinsen Sulaymaniyya, i den norra delen av landet, 290 km norr om huvudstaden Bagdad.